# La Baroche
Ne doit pas être confondu avec Labaroche.
Pour les articles homonymes, voir Baroche.
 (septembre 2009).
Si vous disposez d'ouvrages ou d'articles de référence ou si vous connaissez des sites web de qualité traitant du thème abordé ici, merci de compléter l'article en donnant les références utiles à sa vérifiabilité et en les liant à la section « Notes et références ».
La Baroche est une commune suisse du canton du Jura, dans le district de Porrentruy.
La Baroche est une commune issue de la fusion de cinq villages et comprend donc cinq pôles principaux de concentration de la population, qui correspondent à ces cinq villages : Asuel, Charmoille, Fregiécourt, Miécourt et Pleujouse. 

## Géographie

### Situation

Photo aérienne: Pleujouse, Fregiécourt, Miécourt (1950)

La Baroche est située dans la région de l'Ajoie, à 10 km à l'est de Porrentruy, chef-lieu du district éponyme.
Le territoire de La Baroche s'étend sur 31,07 km2. Lors du relevé de 2013-2018, les surfaces d'habitations et d'infrastructures représentaient 5,3 % de sa superficie, les surfaces agricoles 48,5 %, les surfaces boisées 46,0 % et les surfaces improductives 0,4 %.
Sur le territoire de la commune se trouvent également les hameaux suivants :
- Miserez, entre Charmoille et Miécourt (prieuré, résidence les Cerisiers) ;
- La Malcôte, au-dessus d'Asuel en direction de Cornol et du col des Rangiers (Lachat SA) ;
- la Toulière, quartier excentré du village de Charmoille (douane suisse de Charmoille) ;
- une partie du village de Lucelle (douane suisse de Lucelle) ;
- hameau de la douane suisse de Miécourt.

### Hydrologie
Elle est la source de deux cours d'eau : 
- l'Allaine, qui prend sa source dans les hauts de Charmoille et coule en direction de Porrentruy en traversant Miécourt puis Alle ;
- l'Erveratte, aussi connue sous le nom de ruisseau de Fregiécourt, qui prend sa source dans les hauts d'Asuel et coule en traversant Pleujouse puis Fregiécourt, puis qui va se jeter dans l'Allaine à l'entrée de Alle.

Le village de Charmoille regorge particulièrement de sources et alimente totalement ou en partie les localités suivantes : Charmoille, Miécourt, Alle, Vendlincourt et Porrentruy.

### Transports
Les cinq villages qui composent la commune sont reliés à Porrentruy par CarPostal  cinq à six fois par jour en semaine, par les lignes Porrentruy-Asuel et Porrentruy-Lucelle.
L'autoroute A16 Bienne-Delémont-Porrentruy-Belfort se situe à 7 km (sortie 6 Courgenay/Cornol).

## Toponymie
La Baroche signifie la paroisse en patois roman[réf. nécessaire]. Ceci expliquerait la taille démesurée de l'église de Charmoille.

## Histoire
La commune est créée le 1er janvier 2009 par suite de la fusion des anciennes communes d'Asuel, Charmoille, Fregiécourt, Miécourt et Pleujouse. La convention de fusion entre les cinq anciennes communes a été acceptée par la majorité des citoyens lors d'une votation populaire organisée le 13 juillet 2008.

## Population

### Gentilé
Les habitants de la commune se nomment les Barotchets.

### Démographie

#### Évolution de la population
La Baroche compte 1 114 habitants au 31 décembre 2022 pour une densité de population de 36 hab/km2. Sur la période 2010-2019, sa population a diminué de −4,0 % (canton : 5,1 % ; Suisse : 9,4 %).  

#### Pyramide des âges
En 2020, le taux de personnes de moins de 30 ans s'élève à 31,5 %, au-dessous de la valeur cantonale (33 %). Le taux de personnes de plus de 60 ans est quant à lui de 31,3 %, alors qu'il est de 28,1 % au niveau cantonal.
La même année, la commune compte 584 hommes pour 551 femmes, soit un taux de 51,5 % d'hommes, supérieur à celui du canton (49,5 %).
| Hommes | Classe d’âge | Femmes |
| ------ | ------------ | ------ |
| 0,7    | 90 ans ou +  | 1,1    |
| 10,3   | 75 à 89 ans  | 10,5   |
| 19,7   | 60 à 74 ans  | 20,3   |
| 22,1   | 45 à 59 ans  | 21,1   |
| 15,4   | 30 à 44 ans  | 16,0   |
| 17,0   | 15 à 29 ans  | 17,2   |
| 14,9   | - de 14 ans  | 13,8   |

| Hommes | Classe d’âge | Femmes |
| ------ | ------------ | ------ |
| 0,7    | 90 ans ou +  | 1,7    |
| 7,8    | 75 à 89 ans  | 10,1   |
| 17,7   | 60 à 74 ans  | 18,1   |
| 21,1   | 45 à 59 ans  | 21,4   |
| 18,1   | 30 à 44 ans  | 17,3   |
| 18,9   | 15 à 29 ans  | 16,9   |
| 15,7   | - de 14 ans  | 14,5   |

### Sport et culture
- Swin-Golf à Asuel
- Stand de tir à Fregiécourt
- Inline-Hockey à Fregiécourt

## Économie
La damassine est une petite prune rouge. De nombreux vergers présents sur la commune permettent le ramassage des fruits. La fermentation les transformera en alcool de damassine.

## Culture et patrimoine

### Sites, lieux et monuments historiques
- Résidence-Château de Miécourt
- Château de Pleujouse
- Ruines du Château d'Asuel
- Ancien Prieuré de Miserez, à proximité de Charmoille, classé monument historique
- Ancienne école de Charmoille, classée monument historique

### Personnalités liées à la commune
- Walter Flury est un aérostier suisse qui fut abattu en dessus de Miécourt par erreur par les Allemands durant la Première Guerre mondiale.
- Victorine Fleury est une enseignante bienfaitrice originaire de Charmoille qui exerça son métier à Vienne et remis à son décès tous ses biens pour les pauvres de sa commune. Actuellement, tous les enfants de Charmoille reçoivent chaque année un petit cadeau financé par les intérêts de cette fortune (environ 70 000 francs suisses). La place de l'église de Charmoille porte son nom et sa tombe est gravée d'un texte commémoratif de sa bonté.
- Le général Giraud est général français qui fut fait prisonnier par les Allemands et qui s'échappa, en passant la frontière germano-suisse à Charmoille lors de son évasion.
- Ferenc Rákóczy est un écrivain et poète ayant vécu une importante partie de sa vie à Charmoille. Il a situé plusieurs de ses récits sur les bords de l'Allaine (notamment Bréviaire des eaux).